# The Unmatchable Match
Pour plus de détails, voir Fiche technique et Distribution.
The Unmatchable Match (風雨同路, Fung yu tung lo) est un film d'action hongkongais co-écrit et réalisé par Parkman Wong et sorti en 1990 à Hong Kong. 

## Synopsis
Cheung Lon (Stephen Chow), un flic infiltré, doit se rapprocher de Fei (Michael Chan (en)), ancien membre de la triade, pour enquêter sur un violent vol de diamants. Il s'avère que Fei est innocent du vol, mais pas du recel des biens volés.

## Fiche technique
- Titre : The Unmatchable Match
- Titre original : 風雨同路 (Fung yu tung lo)
- Réalisation : Parkman Wong
- Scénario : Parkman Wong et James Fung
- Photographie : Andrew Lau
- Montage : Chow Cheung-kan
- Musique : Phil Chen
- Production : Danny Lee
- Société de production : Magnum Films
- Société de distribution : Golden Princess Film Production, Media Asia Distribution et Universe Laser & Video
- Pays de production :  Hong Kong
- Langue originale : cantonais
- Format : couleur
- Genre : action et policier
- Durée : 98 minutes
- Date de sortie :
  - Hong Kong : 12 mai 1990

## Distribution
- Stephen Chow : Cheung Lon
- Michael Chan (en) : Fei
- Vivian Chow (en) : Mandy
- Shing Fui-on : Guts